# Капитуляция у Переволочны

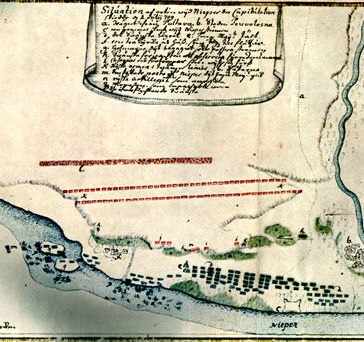
Схема расположения войск перед капитуляцией.

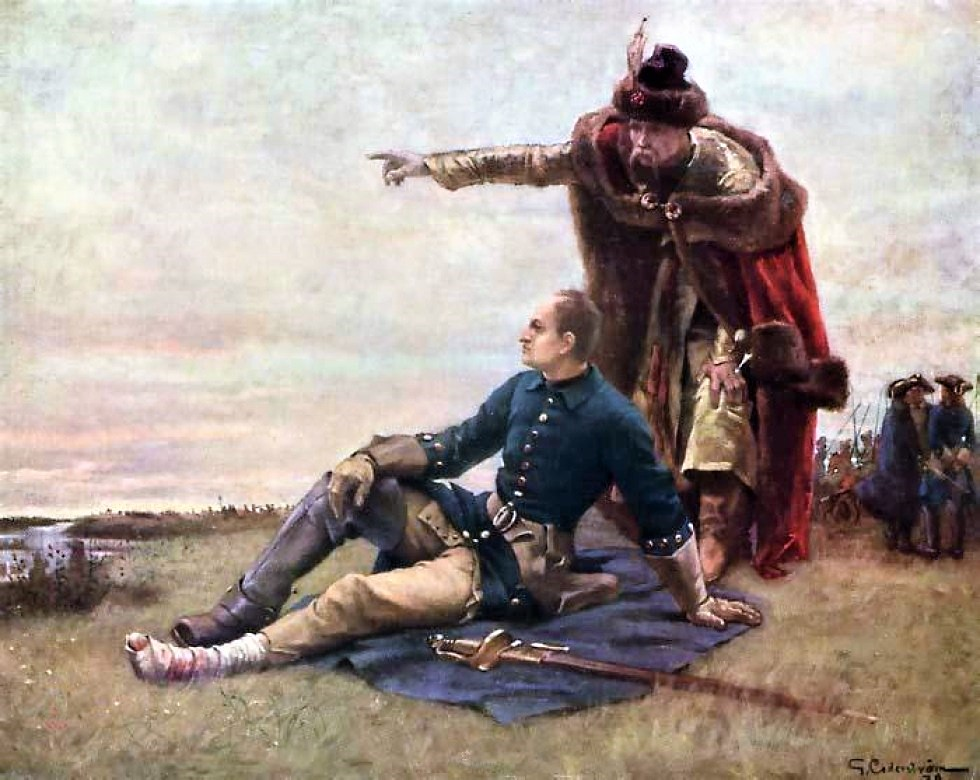
Карл XII и Мазепа на берегу Днепра.

Капитуляция у Переволочны (швед. Kapitulationen vid Perevolotjna) — сдача в плен 30 июня (11 июля) 1709 года (1 июля по шведскому календарю) у местечка Переволочна остатков шведской армии, разбитой тремя днями ранее в битве под Полтавой в ходе Великой Северной войны. 
Шведский король с остатками армии и мазепинцами вынужден был отступить с поля боя к броду на Днепре и загнал себя в стрелку рек Ворскла и Днепр, где был блокирован русскими войсками. Шведский король Карл XII и И. С. Мазепа успели переправиться через Днепр и бежали в османские (турецкие) владения. Остатки шведских войск капитулировали.

## Отступление от Полтавы
Разбитая под Полтавой армия отступила по единственному доступному для неё направлению — вниз по правому берегу реки Ворсклы, к Переволочне, рассчитывая в окрестностях последней переправиться через Днепр и избавиться от преследования противника.
Вечером 27 июня Пётр I выделил для преследования противника гвардейские пехотные полки князя М. Голицына, которые для этих целей посадили на лошадей, а также 10 драгунских полков генерал-лейтенанта Баура. В тот же день Пётр приказал Киевскому губернатору князю Д. Голицыну немедленно собрать войска из ближайших гарнизонов (Чернигов, Киев, Нежин, Переяславль) и, двинувшись с ними «на берег Днепра к Переволочне, смотреть, где побитые шведы побегут, не перепускать». 28 июня войска, посланные для преследования, возглавил князь А. Д. Меншиков, который выступил вдогонку за вышедшими ранее Голицыным и Боуром с ротой лейб-эскадрона. 30 июня Пётр, взяв с собой роту лейб-эскадрона, полки Астраханский и Ингерманландский «на лошадях», также выступил к Переволочне в погоне за шведами.
Между тем шведы отступали вниз вдоль Ворсклы, бросая по пути «все тягости» и «фурманы с пожитками», через Новые Санжары (27 июня) и Белики (28 июня). 29 июня, сделав около 100 км за двое суток, шведы добрались до Переволочны, где было лишь несколько небольших лодок. Остальные транспортные средства были предусмотрительно убраны Д. Голицыным к Киеву, а частью ещё раньше уничтожены отрядом полковника П. И. Яковлева. В связи с этим переправа шведов через Днепр стала невозможной, хотя часть армии безуспешно пыталась переправиться вплавь.
Подчинившись просьбам своих генералов, раненый шведский король Карл XII в ночь на 30 июня «с великой трудностью на малом челне» переправился через Днепр. Вместе с ним удалось переправиться гетману Мазепе, генералам Спарре и Лагеркруне, а также двухтысячному отряду шведов и казаков (сердюки), которые двинулись степью к турецкой границе.
Командование остатками армии было поручено генералу Левенгаупту, который сам выпросил командование ею и остался на левом берегу Днепра. Карл XII приказал ему переправляться через Ворсклу и двигаться во владения крымского хана.

## Капитуляция
Утром 30 июня, всего через три часа после переправы Карла, к месту дислокации шведской армии подошёл Меншиков с 9 тысячами кавалерии и конной пехоты (реально в двенадцати полках было около 15 тыс. бойцов) , тем самым отрезав путь к бродам выше по течению Ворсклы, ранее пропущенным шведской армией. По полученным ранее донесениям Меншиков предполагал, что у Левенгаупта до 20 тысяч человек (в первом донесении царю он указывал на 8 тыс.), что значительно превышало его собственные силы. Меншиков запросил у Петра подкреплений, а тем временем «учинил небывалую хитрость».

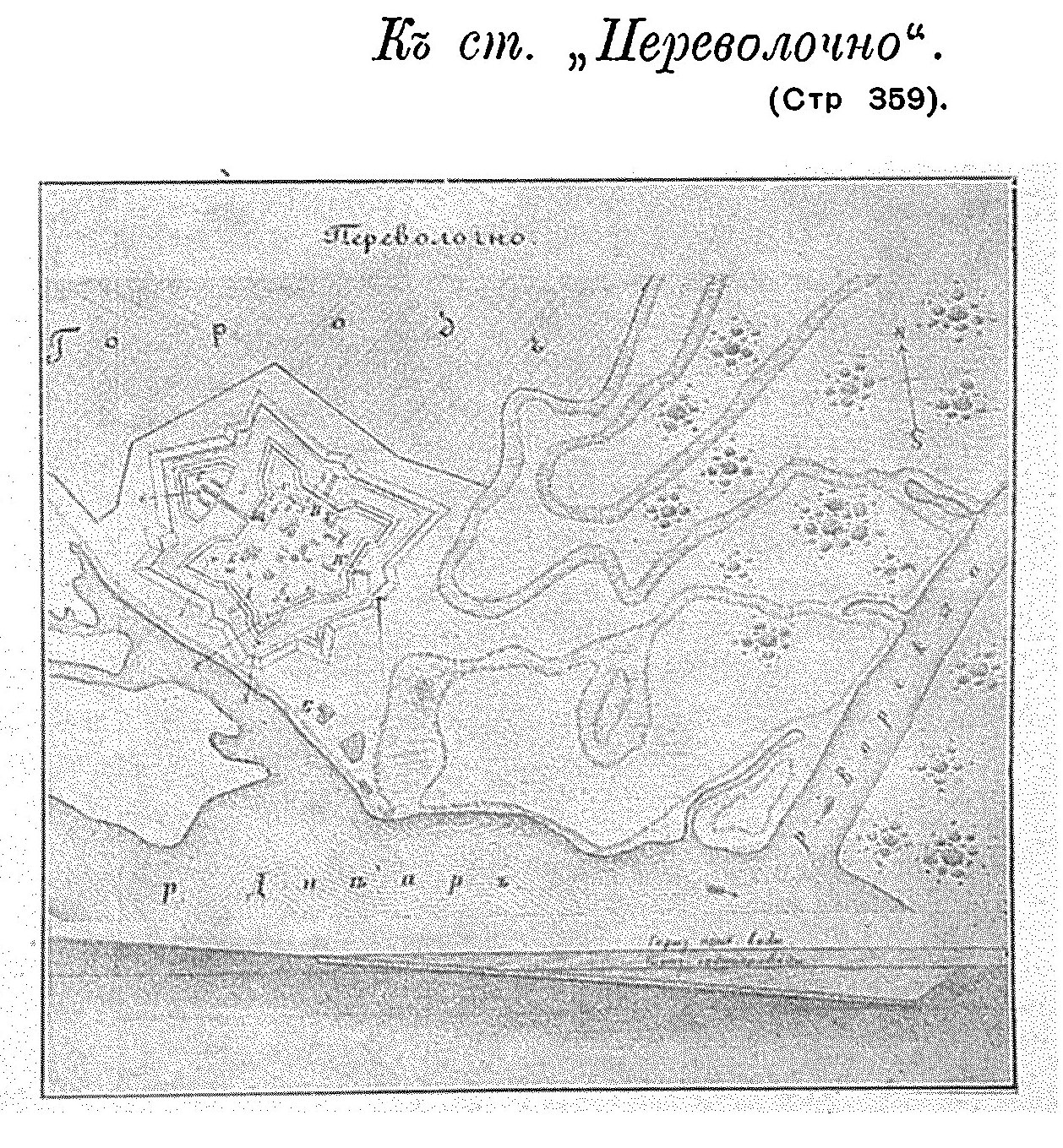
Театр военных действий
(рисунок из статьи «Переволочна»
«Военная энциклопедия Сытина»)

Русские остановились от шведов на расстоянии, «едва глаз зрением мог настигать». Меншиков, спешив гвардию и «поставя лошадей во фрунт», приказал «малому числу оставаться и действовать — восходить на коней и сходить», чтобы показалось шведам, что здесь сосредоточены гораздо бо́льшие силы кавалерии, чем имелось в реальности. Сам же Меншиков со спешенной гвардией и драгунскими полками направился к неприятелю. Меншиков послал к шведам парламентёра с предложением не проливать напрасно крови и сдаться «на дискрецию»: в случае сдачи шведы «учинены… военнопленными и никакого озлобления и насилия не будет им чинено, ежели противно сему поступят, то имеет указ взять их через оружие».
Левенгаупт просил на размышление 10 часов. Меншиков категорически отказал, приблизился на расстояние «мушкетного выстрела» и требовал немедленной сдачи, угрожая в случае промедления подтянуть стоявшее вдали «подкрепление» и начать бой, где «никакой пощады и милости не будет учинено!».
Демонстрация Меншикова вместе с его решительностью достигла цели. Левенгаупт, не зная численности русских войск и предвидя новую бойню, стараясь разделить дальнейшую ответственность, собрал военный совет, на котором запросил мнение шведских офицеров о дальнейших действиях. Шведская армия, загнанная в стрелку Днепра и Ворсклы, брошенная своим королём, не имеющая боеприпасов и продовольствия, лишённая путей отступления, потрясённая нравственно недавним поражением, значительно утратила свою боеспособность. На совете было высказано неслыханное предложение — опросить личный состав о возможности боя или капитуляции перед противником, что только ещё более деморализовало шведов. В итоге совет принял решение начать переговоры о сдаче. В кратчайшие сроки был подготовлен меморандум.
Условия капитуляции, предложенные Меншиковым, заключались в следующем: рядовые получали статус военнопленных с возможностью в дальнейшем обмена или выкупа; им было оставлено их имущество, кроме лошадей и оружия. Офицерам было обещано, что они «будут содержаны честно», то есть не только сохранят свою собственность, но и получат деньги и продовольствие за счёт царской казны (обеспечение провиантом пленных нижних чинов в то время не предусматривалось). Весь обоз переходил к русским. Сторонники Мазепы, оставшиеся со шведами, рассматривались не как военнопленные, а как изменники и подлежали выдаче.
После подписания Меншиковым и Левенгауптом оговорённых пунктов началась и сдача шведской армии. В плен попало 983 офицера, 12 575 унтер-офицеров и рядовых (из них 9 151 кавалерист), 4 809 нестроевых (пасторы, фурьеры, лекари, лакеи, денщики, писари, обозная прислуга и так далее) и 1 657 женщин и детей. Вместе с 2 800 солдатами и офицерами, взятыми в плен под Полтавой, это составляло почти 23 000 человек. Официальные трофеи и добыча составили: 31 пушку, 142 знамени и штандартов и 700 000 далеров, из которых 300 000 принадлежали Мазепе.

## Последующее преследование Карла
1 июля 1709 года, на следующий день после этих событий, к Переволочне прибыл царь Пётр I, который отдал немедленное распоряжение о дальнейшем преследовании бежавшего короля. В погоню за Карлом Пётр послал 2 тысячи «доброконных драгун» генерал-майора Г. С. Волконского; отряду генерал-фельдмаршал-лейтенанта Г. фон дер Гольца, стоявшему в Волыни, приказано отрезать шведскому королю путь к польской границе и не допустить соединения его со шведским корпусом Крассова в Польском королевстве.
4 июля царь выступил из Переволочны к Полтаве, конвоируя пленённую шведскую армию.
8 июля Г. С. Волконский догнал у реки Буг отступавший отряд шведов и казаков, захватил в плен 260 человек, но сам Карл успел переправиться через Буг раньше подхода русских; 7 июля Карл всего с 600 шведами вступил в пределы Османской империи и направился в город Очаков.

Там, узнав о капитуляции своей армии, он был взбешён. В своём письме сестре Ульрике Элеоноре от 14 декабря 1712 года король писал, что:
«Левенгаупт поступил противно приказанию и воинскому долгу, самым постыдным образом, и причинил непоправимую потерю, которая не могла ни в каком случае быть больше, если бы он отважился на самое крайнее. Всегда прежде он выказывал себя с отличнейшей стороны, но на этот раз он, по-видимому, не владел рассудком, так что ему вряд ли можно будет что-либо поручать впредь… Я не думаю, чтобы он сделал это по умышленной злонамеренности или по личному малодушию. Но на войне это не оправдание, и он, верно, совсем потерял голову и не имел духа поступить как надлежало генералу в трудную минуту, потому что тогда непростительно выказывать робость, как это сделал он. Если бы он не уверял меня торжественно совсем в другом при нашем расставании, то я никогда не оставил бы его, но он сам предложил себя для замещения главнокомандующего».
После пленения остатков шведской армии у Переволочны в Северной войне наступил коренной перелом. В Северный союз вновь вступили Дания и Саксония, объявившие войну Швеции, а последней приходилось теперь не наступать, а отбивать атаки союзников.